# Lamballe
Lamballe (bret. Lambal) – miejscowość i dawna gmina we Francji, w regionie Bretania, w departamencie Côtes-d’Armor. W 2013 roku populacja Lamballe wynosiła 12 712 mieszkańców. 
1 stycznia 2016 roku połączono dwie wcześniejsze gminy: Lamballe oraz Meslin. Siedzibą gminy została miejscowość Lamballe, a nowa gmina przyjęła jej nazwę. 
W dniu 1 stycznia 2019 roku nastąpiły kolejne zmiany administracyjne. Z połączenia trzech ówczesnych gmin – Lamballe, Morieux oraz Planguenoual – powstała nowa gmina Lamballe-Armor. Siedzibą gminy została miejscowość Lamballe. 

## Zabytki
- kolegiata Notre-Dame-de-Grande-Puissance